# Lo chiamavano Trinità
Lo chiamavano Trinità é um filme italiano de 1970, do gênero spaghetti western e comédia, estrelado por Terence Hill e Bud Spencer e dirigido por Enzo Barboni, que usa o pseudônimo de E.B. Clucher. Com o sucesso foi lançada uma sequência em 1971, ...continuavano a chiamarlo Trinità, com o mesmo diretor e dupla de atores protagonistas.

## Sinopse
O forasteiro Trinity viaja pelo deserto usando uma "cama índia" (uma espécie de padiola) arrastada pelo seu obediente cavalo. Ele chega a uma Estação de Diligências e come vorazmente um prato de feijão com um pedaço de pão no restaurante do lugar. Ali estão dois pistoleiros caçadores de recompensa com um mexicano prisioneiro. Devido a poeira que cobre Trinity, eles não o reconhecem pelos retratos em seus cartazes. Após comer, Trinity vai até os pistoleiros e os manda soltarem o mexicano. Quando lhe perguntam seu nome ele responde "Eles me chamam de Trinity". Os pistoleiros conhecem sua reputação de "pistoleiro mais rápido" e seu apelido de "a mão direita do Diabo". E deixam que Trinity leve o prisioneiro. Um homem tenta atingi-lo pelas costas com um rifle através da janela mas Trinity o acerta sem olhar, mostrando sua habilidade e rapidez quase mística com as armas.
Trinity e o mexicano seguem viagem e chegam a uma pequena cidade do Oeste. O xerife, um corpulento e barbudo homem de olhos pequenos, vem ao encontro dos dois. Trinity avisa o companheiro que o xerife é conhecido como "a mão esquerda do diabo". Pouco depois se descobre que os dois são irmãos e que Trinity o chama pelo nome infantil de Bambino (bebê em italiano).
Bambino conta que se disfarçou de xerife e aguarda sua quadrilha de ladrões de cavalo chegar para realizarem um assalto. As coisas se complicam quando os irmãos acabam se envolvendo em um conflito de terras entre um grupo de colonos judeus e o poderoso barão de terras Major Harriman. Trinity apaixona-se por duas irmãs Mórmons e convence o irmão a ficar do lado dos colonos contra o barão de terras.

## Elenco
- Terence Hill – Trinity
- Bud Spencer – Bambino
- Farley Granger – Major Harriman
- Steffen Zacharias – Jonathan
- Dan Sturkie – Irmão Tobias
- Gisela Hahn – Sarah
- Elena Pedemonte – Judith
- Ezio Marano – Weasel
- Luciano Rossi – Timmy
- Ugo Sasso – Delegado
- Remo Capitani – Mezcal
- Riccardo Pizzuti – Jeff